# Roodbuikbergtangare
De roodbuikbergtangare of roodbuiksaltator (Pseudosaltator rufiventris synoniem: Saltator rufiventris) is een zangvogel uit de familie Tangaren.

## Verspreiding en leefgebied
Deze soort komt voor in westelijk Bolivia en noordwestelijk Argentinië.
Afbeelding uit Alcide Dessalines d'Orbigny 1847. Voyage dans l'Amérique méridionale.